# Mindanaodunsmyg
Mindanaodunsmyg (Micromacronus sordidus) är en fågel som numera förs till familjen cistikolor. Den är endemisk för ön Mindanao i södra Filippinerna.

## Utseende och läten
Mindanaodunsmygen är liksom sin systerart samardunsmygen en mycket liten tätting med en kroppslängd på endast 7–8 cm. Karakteristiskt för dem båda är de vitaktiga och taggiga fjädrarna på flankerna och ryggen som sticker ut bakom stjärten. På hjässan syns svartkantade mörkt olivgröna fjädrar, och även på rygg, vingar och stjärt är den olivgrön. Den har gulvit tygel, mörkt hornfärgad näbb med ljusare undre näbbhalva, röda ögon och gröngrå ben men gula tår. På undersidan är den vit, på mitten av bröstet och buken ljusgul och på flankerna olivgrön. Samardunsmygen är något mindre och gulare, med tydligt gult ögonbrynsstreck, kraftigare och mörkare näbb och längre förlängda rygg- och flankfjädrar.

## Utbredning och systematik
Mindanaodunsmygen återfinns i södra Filippinerna på ön Mindanao. Den ansågs tidigare vara en underart till M. leytensis och vissa gör det fortfarande.

### Familjetillhörighet
Tidigare betraktades den okontroversiellt vara en timalia. Genetiska studier visar dock förvånande nog att den är släkt med cistikolor.

## Status
Arten tros ha en liten världspopulation uppskattad till mellan 10 000 och 20 000 individer. Den tros också minska i antal. IUCN kategoriserar den som nära hotad.